# Lan kim tuyến
Xem thêm các mục từ có tên tương tự tại Kim cương (định hướng).
Lan kim tuyến, Lan kim tuyến lông cứng, Kim tuyến, Kim tuyến tơ, Giải thủy tơ, Lan gấm, Cỏ nhung, Kim cương (Anoectochilus setaceus) là một loài thực vật điển hình của chi cùng tên (Anoectochilus).
Lan Gấm là một loại địa lan, được tìm thấy trong Phân họ Orchidoideae, phân tông Goodyerinae với khoảng 35 chi và khoảng hơn 450 loài. Chi Lan gấm là từ tiếng Hy Lạp "Open Lip", được tạo ra vào năm 1825 bởi Carl Blume trong "Bijdragen Tot de Flora của Nederlandsch Indies".Loại địa lan này có hoa nhỏ nhưng màu sắc lá và vân lá đa dạng, rất đẹp. Chúng sinh sống trên các triền núi đá vôi, dọc theo khe suối, dưới các tán cây to trong rừng ẩm ở độ cao 500-1.600 mét. Cây ưa độ ẩm cao và ưa bóng râm, kỵ ánh sáng, yêu cầu đất nhiều mùn, tơi xốp, thoáng khí. Cây cao 10–20 cm, thân màu tím, mọng nước, phần cây non có nhiều lông mềm, mang 2-6 lá mọc cách, xòe trên mặt đất. Lá hình trái xoan hoặc hình trứng, gần tròn ở gốc và nhọn ở đầu, dài 3–4 cm và rộng 2–3 cm, trên mỗi chiếc lá có 3-5 sọc gân dọc.Cuống lá dài 2–3 cm, gốc cuống tạo thành bẹ lá ôm lấy thân. Hoa mọc thành từng cụm, với cụm hoa dài 10–15 cm, mang 5-10 hoa màu hồng phủ lông đỏ, dài 2,5 cm với cánh môi dài 1,5 cm mang 6-8 ria mỗi bên, đầu môi chẻ thành 2 thùy thuôn đầu tròn. Bầu dài 13 mm, có lông thưa. Cây ra hoa vào tháng 10-12 và mùa quả chín vào tháng 12 tới tháng 3 năm sau. Có thể sinh sản vô tính chủ yếu bằng chồi và thân rễ.
Các loài Lan Gấm đều quý. Loài thì cho giá trị rất cao trong thế giới sinh vật cảnh, như loài Anoectochilus albo-lineatus Paret Rchbf. rất nổi tiếng, có hình ảnh trên tất cả các tạp chí cây cảnh. Ở Việt Nam hiện nay thống kê được khoảng hơn 15 loài trong đó chỉ có 2 loài là cây thuốc rất quý : 1)lan gấm ngọc vân bạc (Anoectochilus formosanus Hayata) và 2) lan gấm ngọc vân hồng (Anoectochilus roxburghii). Các loài này sinh sống dọc theo dãy Hoàng Liên Sơn và dãy Trường Sơn.
Trong dược điển y học cổ truyền Trung Quốc lan gấm được mệnh danh là "Yaowang - Vua thảo dược" với tác dụng 1)Tăng cường sức khỏe, làm khí huyết lưu thông. 2)Có tính kháng khuẩn, chữa các bệnh viêm khí quản, viêm gan mãn tính. 3)Dùng chữa thần kinh suy nhược, 4)Chữa ho khan, 5)Đau họng, 6)Cao huyết áp, 7)Suy thận, 8)Chữa di tinh, 9)Đau lưng, 10)Phong thấp, 11)Làm tiêu đờm, 12)Giải độc, 13)Giải nhiệt.14)Trẻ em hay khóc dùng kim tuyến liên sắc uống sẽ khỏi.15)Giúp bổ máu, dưỡng âm, chữa trị nóng phổi và nóng gan".16)Tăng cường sức khỏe, chủ trị bệnh phổi, di tinh, xuất tinh sớm, yếu gan, yếu tỳ và các 16)Vết thương do rắn cắn; còn có tác dụng bổ máu, giải nhiệt. 17)Giải trừ u uất, thông trung khí, bồi dưỡng sức khỏe, chủ trị lục phủ ngũ tạng đẩy lùi tâm hỏa, nóng gan, bệnh phổi, thổ huyết, ho hen, đau ngực, đau lá lách, đau cuống họng, cao huyết áp, 18)Trẻ con chậm lớn, suy thận 19)Rượu lan gấm là tiên tửu có tác dụng hỗ trợ điều trị yếu sinh lý, hiếm muộn.
Y học hiện đại công nhận lan gấm là cây thuốc quý - khắc tinh bệnh ung thư và được đăng nhiều bài nghiên cứu trên các tạp chí có uy tín cũng như được cấp bằng sáng chế: 1)"Các chất chiết xuất từ thực vật Chi Lan Kim Tuyến A.formosanus và các thành phần có nguồn gốc từ nó được sử dụng như là các loại thuốc thảo dược hoặc các chất bổ sung để ngăn ngừa và điều trị bệnh lý ác tính của con người". Nghiên cứu này đã được cấp bằng sáng chế ở Mỹ (US 7033617 B2) 2)Các hoạt động chống khối u của A. formosanus có thể được kết hợp với hiệu ứng tăng cường miễn dịch (immunostimulating) mạnh của nó. (Tseng CC1, Shang HF, Wang LF, Su B, Hsu CC, Kao HY, Cheng KT. PMID 16635745 [PubMed - indexed for MEDLINE]) 3) Chất chiết xuất từ thực vật A. formosanus. hoạt động gây độc tế bào với cơ chế cụ thể, trên các tế bào khối u, có liên quan đến sự cảm ứng của apoptosis (chu kỳ tự chết của tế bào), tương tự như các cách thức và cơ chế tác dụng apototic trên tế bào ung thư gây ra bởi thuốc chống ung thư. Nghiên cứu này đã được cấp bằng sáng chế ở Mỹ, Úc và Singapore (Lie-Fen Shyur, Ning-Sun Yang, Pei-Ling Kang, Show-Jane Sun, and Sheng-Yang Wang. IP Status：Issued US 7,033,617B2, SG 120,937, TW pending, CN 100475753C, MY 142178-A, AU 2003244587B2, JP pending, ID pending) 4)Làm tăng bạch cầu hạt. Ngăn chặn việc giảm bạch cầu ở mô hình thử nghiệm chuột bị ung thư ruột kết CT – 26 (Li-Chan Yang,1 Ting-Jang Lu,1 and Wen-Chuan Lin2 Taiwan. Received ngày 19 tháng 6 năm 2013; Revised ngày 20 tháng 8 năm 2013; Accepted ngày 27 tháng 8 năm 2013 This is an open access article distributed under the Creative Commons Attribution License,) 5) Kích thích các tế bào hỗ trợ T (T healper) type I và type II (Patent application number: 20120277182 Readmore: http://www.faqs.org/patents/app/20120277182#ixzz3mWYC5jo2) 6) Tăng sinh tế bào lympho B (by Yen-chou Kuan, Tsai-jen Wu, Che-yu Kuo, Ju-chun Hsu, Wen-ying Chang,FuuSheu[ftp.ncbi.nlm.nih.gov]
Chính vì là cây thuốc quý hiếm nên ngày xưa chỉ có vua chúa mới có điều kiện sử dụng. Hiện nay ở Trung Quốc, Đài Loan, Nhật Bản, Hàn Quốc, Singapore và Malaysia lan gấm được các nhà giàu hay các bệnh nhân ung thư sử dụng hằng ngày giúp minh mẫn, tỉnh táo, tinh thần phấn chấn để kéo dài tuổi thọ và nâng cao chất lượng cuộc sống.
Với đặc tính quý giá về dược liệu, lan gấm được thị trường thu mua với giá khá cao, hơn 100.000.000 đồng VN/kg khô. Do số lượng ít, mọc rải rác và còn bị khai thác quá nhiều (với hình thức khai thác chặt cả cây) nên cây đã được đưa vào Sách đỏ Việt Nam năm 2007 theo Nghị định 32/2006/NĐ-CP, xếp hạng EN A1a,c,d và bị cấm khai thác sử dụng mục đích thương mại.